# Окунев, Григорий Николаевич
Григорий Николаевич Окунев (1823, Российская империя — 19 [31] декабря 1883, Стокгольм) — российский дипломат; тайный советник (1877).

## Биография
Родился в 1823 году в семье подполковника, впоследствии — генерал-лейтенанта) Николая Александровича Окунева (1788—1850).
В 1844 году окончил со степенью кандидата Императорский Санкт-Петербургский университет.
На службу в департамент внутренних сношений Министерства иностранных дел был принят 25 февраля 1846 года и в 1847 году был направлен для работы в канцелярии министерства.
В 1849 году был назначен младшим секретарём при русском посольстве в Риме, где в разное время исполнял должность поверенного при Римском и Тосканском дворе.
В марте 1856 года был назначен старшим секретарём русской миссии в Риме и в том же году назначен старшим секретарём в посольстве Российской империи во Франции. Был знаком в Париже с рядом крупных политических деятелей. В 1857 году получил звание камер-юнкера, в 1864 году — камергера.
В апреле 1869 года был произведён в действительные статские советники и с 1870 года занимал должность поверенного в делах Российской империи во Франции. О его дипломатической деятельности упоминается в письмах герцога де Грамона и князя де ля Тур-д’Овернь к генералу Эмилю Флёри.
С 6 декабря 1875 года — чрезвычайный посланник и полномочный министр в Швеции; 27 марта 1877 года был произведён в тайные советники.
Скончался 19 (31) декабря 1883 года в Стокгольме и был похоронен на церковном кладбище в районе Сольна.

## Награды
российские
- орден Св. Станислава 2-й ст. (1856)
- орден Св. Анны 2-й ст. (1860)
- орден Св. Владимира 3-й ст. (1866)
- орден Св. Станислава 1-й ст. (1871)
- орден Св. Анны 1-й ст. (1873)

иностранные
- пармский Орден Святого Людовика 3-й ст. (1852)
- папский орден Пия IX 2-й ст. (1853)
- орден Вюртембергской короны 3-й ст. (1857)
- офицерский крест французского ордена Почётного легиона (1864)
- командорский крест вюртембергского ордена Фридриха (1871)